# Ona tańczy dla mnie (сингъл)
„Ona tańczy dla mnie“ е сингъл на полската група Weekend от петия си студиен албум „Ona tańczy dla mnie“, издаден през 2012 година.